# Municipio de Scott (Dakota del Norte)
El municipio de Scott (en inglés, Scott Township) es una subdivisión territorial del condado de Adams, Dakota del Norte, Estados Unidos. Según el censo de 2020, tiene una población de 85 habitantes.
Abarca una zona mayoritariamente rural.
Es una subdivisión exclusivamente territorial. No tiene autoridades ni funciones asignadas. 

## Geografía
Está ubicado en las coordenadas 46°4′30″N 102°3′39″O / 46.07500, -102.06083 (46.074997, -102.060756). Según la Oficina del Censo de los Estados Unidos, tiene una superficie total de 93,36 km², de la cual 92,82 km² corresponden a tierra firme y (0,58 %) 0,54 km² es agua.

## Demografía
Según el censo de 2020, hay 85 personas residiendo en la zona. La densidad de población es de 0,92 hab./km². El 92.94 % son blancos y el 7.06% son asiáticos. No hay hispanos o latinos viviendo en el área.